# Kambové

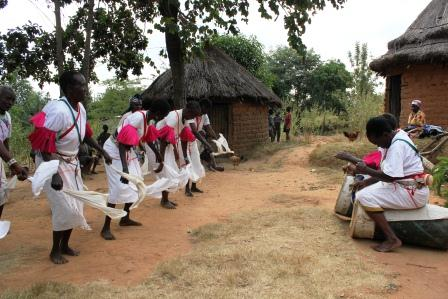
Tančíci Kambové

Kambové jsou africkým bantuským národem, etnickou skupinou žijící převážně v Keni, kde tvoří asi 11 % obyvatelstva.

## Charakteristika
Jazykově i kulturně jsou blízce příbuzní s etniky Kikujů, Embů, Mbeereů a Merů. Jejich populace čítá asi 4,5 milionu osob. Horu Kenya nazývali Kee Nyaa (místo pštrosa) podle zbarvení skal v odstínu pštrosího peří, a tím dali pozdější název celé zemi Keňa. Hovoří jazykem kikamba z bantuské větve nigero-konžské jazykové rodiny.

## Náboženství
Nejvyšší bůh se v tradičním kambském náboženství nazývá Mulungu. Podle mýtu Mulungu na počátku času stvořil muže a ženu v nebi a poté je umístil na skálu v oblasti Nzaui, kde mají údajně být dodnes vidět otisky jejich nohou stejně jako stopy jejich hospodářských zvířat. Poté seslal na zemi déšť. Z velkého mraveniště následně vyšel jiný pár – muž a žena. Ti se stali předky klanu Aimo známého jako klan duchů, jedna skupina se stala předky Kikujů, jiní předky Merů, někteří předky Kambů. 

Lidé se v denním náboženském životě obracejí k duchům zemřelých předků, které nazývají Aimu (nebo také Maimu), kteří jsou prostředníky mezi lidmi a Bohem. Jim také přinášejí pravidelné oběti. 

Za déšť obětují rituálním tancem zvaným kilumi. 

V moderní době se Kambové hlásí většinou ke křesťanství, vzácné nejsou však ani synkretistické projevy. 

## Jména
Prvorozený chlapec v rodině je vždy pojmenován po dědečkovi z otcovy strany a druhý po dědečkovi z matčiny strany. Dívky jsou pojmenovány podle stejného vztahu k babičkám.